# Pico Truncado
Pico Truncado è un comune (municipio in spagnolo) dell'Argentina, appartenente alla provincia di Santa Cruz, nel dipartimento di Deseado.
Il luogo, abitato dagli inizi del XX secolo, fu istituito in città con decreto del presidente della Repubblica l'11 luglio 1921. La città crebbe notevolmente dopo la seconda guerra mondiale, con la scoperta nel sottosuolo di gas naturale e con l'installazione di società per l'estrazione del gas e di petrolio.
In base al censimento del 2001, nel territorio comunale dimorano 14.985 abitanti, con un incremento del 17,5% rispetto al censimento precedente (1991).